# Suseån
Suseån – rzeka w południowo-zachodniej Szwecji o długości 20 km, uchodząca do Kattegatu na południe od Falkenbergu (Halland). Powierzchnia zlewni wynosi 450 km² i obejmuje część obszaru gmin Falkenberg i Halmstad. 
Jest jedną z mniejszych rzek w Szwecji uchodzących bezpośrednio do morza (Huvudavrinningsområde nr 102 według klasyfikacji SMHI).